# Список водотоков Египта

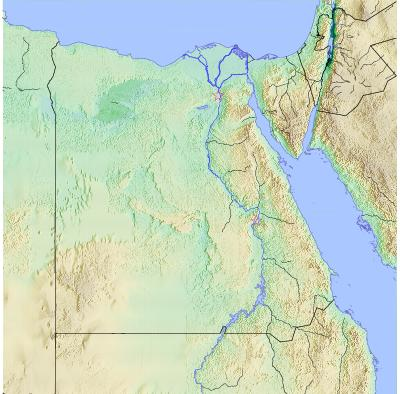
Карта Египта. Синим отмечены существующие реки, серым — вади.

Список рек, протекающих по территории Египта.

## Нил
- Нил — основная река Египта. Все прочие реки страны относятся к его речной системе.

### РукаваНила(расположены вдельте Нила)
- Думьят
- Рашид

Ранее существовало семь рукавов:
- Пелузский
- Талитский
- Мендезский
- Букольский (Фатнический)
- Себенитский
- Болбитинский
- Канопский

## Вади(русла пересохших рек)
- Вади-Аббад
- Вади-Дииб
- Вади-Хаммамат
- Вади-Шаит
- Вади-Эль-Аллаки
- Вади-Эль-Тарфа
- Вади-Эль-Харит